# Ana Rosa Chacón
Ana Rosa Chacón, née en 1889 à San José au Costa Rica, morte le 28 mars 1985 dans la même ville, est une femme politique costaricienne, pédagogue en éducation sanitaire, féministe et suffragette.
Elle commence à militer pour les droits des femmes en 1919, participe en 1923 à la création de la Ligue féministe du Costa Rica, en est la secrétaire, et milite jusqu'à l'obtention complète des droits civils et politiques pour les femmes.
En 1953, lors de la première élection organisée après l'obtention du droit de vote des femmes au Costa Rica, Ana Rosa Chacón est élue députée et devient l'une des trois premières femmes élues à des fonctions publiques dans ce pays.

## Biographie

### Jeunesse, formation, débuts professionnels
Ana Rosa Chacón González naît en 1889 à San José, au Costa Rica. Elle suit les cours du Colegio Superior de Señoritas (Collège supérieur pour jeunes filles) et obtient en 1907 un diplôme en pédagogie et en éducation physique. Elle étudie et met en œuvre des programmes ayant pour objectif d'améliorer la santé des enfants grâce à des mouvements rythmés, notamment la danse, et au développement du corps. Elle participe en 1913 à la création du programme « La Gota de Leche » (La Goutte de lait) avec Ángela Acuña Braun, Marian Le Cappellain et Sara Casal, qui a pour buts de fournir du lait aux enfants défavorisés, ainsi qu'à éduquer leurs mères à une bonne nutrition et à encourager l'allaitement maternel.

### Début des revendications, secrétaire de la ligue féministe
Ana Rosa Chacón participe en 1919 à une grève des enseignantes menée par Ángela Acuña Braun contre l'administration du président Federico Tinoco Granados pour les violations du droit du travail, aux côtés de Matilde Carranza, de Lilia González, de Carmen Lyra, de Victoria Madrigal, de Vitalia Madrigal, d'Esther de Mezerville, de María Ortiz, de Teodora Ortiz, d'Ester Silva et d'Andrea Venegas. Les principaux problèmes pour les enseignantes sont que leurs salaires sont bas, ce qui est aggravé par le fait qu'ils ne sont payés qu'en bons, qui sont souvent largement dépréciés et échangés seulement à la moitié de leur valeur. Pendant la manifestation, les locaux de La Información, le journal officiel du gouvernement, sont incendiés par les enseignantes. Beaucoup de ces mêmes enseignantes se réunissent en 1923 à l'appel de la féministe mexicaine Elena Arizmendi Mejia. Celle-ci réside à New York, y publie le magazine Feminismo Internacional (« Féminisme international ») et invite les femmes du monde entier à créer des filiales de la Ligue internationale des femmes ibériques et latino-américaines le 12 octobre de la même année. En conséquence, Ana Rosa Chacón et d'autres femmes fondent la Liga Feminista Costarricense (LFC, Ligue féministe costaricienne), première organisation féministe au Costa Rica, elle en devient la secrétaire.

### Lutte pour les droits politiques et civils, élue députée
La Liga présente en 1925 sa demande de reconnaissance des droits politiques et civils des femmes, soulignant que sans la protection de la loi, elles sont désavantagées aussi bien socialement qu'économiquement. L'organisation se manifeste de nouveau en 1931 devant la législature pour demander que les femmes aient le droit de vote, et le groupe revient à la charge en 1934, en organisant une réunion avec le Congrès. Ils convoquent une commission axée sur diverses évaluations professionnelles incluant les aspects juridiques, sociologiques, éducatifs, littéraires et sanitaires. L'objectif est de présenter un aperçu complet des problèmes aux législateurs pour leur montrer comment la vie des femmes a été affectée. Ana Rosa Chacón faisait partie du comité d'éducation mais, bien que les législateurs reconnaissent que les préoccupations des femmes sont légitimes, ils ne prennent aucune mesure. Ana Rosa Chacón et d'autres féministes continuent à faire pression pour obtenir le droit de vote, se réunissant à chaque congrès ultérieur — 1939, 1941, 1944, 1947 — jusqu'à ce que finalement, après la guerre civile du Costa Rica, l'émancipation soit accordée en 1948.
Ana Rosa Chacón participe en 1940 avec Ángela Acuña, Virginia Albertazzi, Guillermina Bello, Lidia Fernández et Esther Lina Salazar à la création de la branche costaricienne de la Table ronde panaméricaine et d'une école américaine. L’objectif est d’obtenir des bourses d'études pour les étudiants méritants, de créer des échanges d’enseignants, de construire des bibliothèques et d'offrir une éducation aux travailleurs à domicile. Lorsque le président Rafael Calderón Guardia essaye en 1943 de modifier les lois électorales pour manipuler le vote, Ana Rosa Chacón est l'une des dirigeantes de la protestation et parle non seulement de la réforme mais aussi de la nécessité du droit de vote des femmes. Lors de la révolution de 1948, elle participe également à des manifestations publiques et intervient dans la presse et dans des émissions de radio, appelant à la reconnaissance de la valeur civique des contributions des femmes.
Ana Rosa Chacón est l'une des trois premières femmes à remporter un siège de député à l'Assemblée législative du Costa Rica. En 1953, lors de la première élection à laquelle les femmes sont autorisées à voter, Ana Rosa Chacón, María Teresa Obregón et Estela Quesada remportent chacune un siège de députée. Elles siègent à l'Assemblée législative du 8 mai 1954 au 8 mai 1958.
Ana Rosa Chacón meurt le 21 mars 1985.